# Pandion (syn Erichtoniosa)
Pandion I (gr. Πανδίων Pandíōn, łac. Pandion) – w mitologii greckiej król Aten.
Uchodził za syna Erichtoniosa i najady Praksitei. Z Zeuksippe, która była jego żoną, miał dwóch synów i dwie córki: Erechteusza i Butesa oraz Prokne i Filomelę.